# Sông Mã

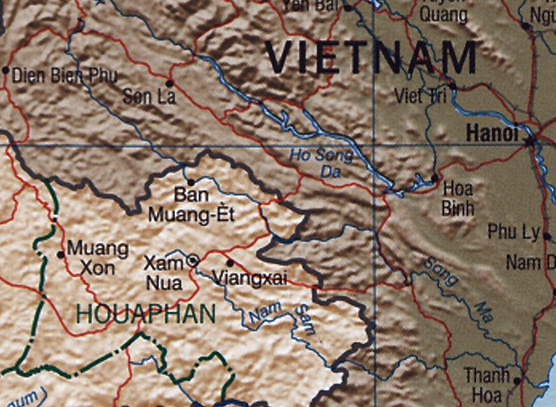
Sông Mã chảy Điện Biên qua Sơn La, Lào, Thanh Hóa ra biển Đông.

Sông Mã là một con sông của Việt Nam và Lào có chiều dài 512 km, trong đó phần trên lãnh thổ Việt Nam dài 410 km và phần trên lãnh thổ Lào dài 102 km. Lưu vực của sông Mã rộng 28.400 km², phần ở Việt Nam rộng 17.600 km², cao trung bình 762 m, độ dốc trung bình 17,6%, mật độ sông suối toàn lưu vực 0,66 km/km². Lưu lượng nước trung bình năm 121 m³/s tại Xã Là và 341 m³/s tại Cẩm Thủy. Sông Mã chủ yếu chảy giữa vùng rừng núi và trung du. Phù sa sông Mã là nguồn chủ yếu tạo nên đồng bằng Thanh Hóa lớn thứ 3 ở Việt Nam.

## Từ nguyên
Theo quan niệm của người Kinh, sông có tên gọi "Mã" vì dòng nước chảy xiết như ngựa phi. Tuy nhiên, theo nghiên cứu về từ nguyên học thì Mã là âm một chữ Hán để ghi tên thật: "sông Mạ", trong đó "mạ" là một từ tiếng Việt cổ còn lưu lại trong phương ngữ miền Trung có nghĩa là "mẹ". Và tên gốc con sông có nghĩa là "sông lớn".
Sử Việt còn gọi sông Mã là Lỗi Giang.

## Dòng chảy
Sông Mã chảy theo vùng trũng giữa 2 dãy núi Su Xung Chảo Chai và Pu Sam Sao. Các phụ lưu của sông Mã phần lớn bắt nguồn từ 2 dãy núi này.
Sông Mã bắt đầu bằng hợp lưu các suối ở vùng biên giới Việt - Lào tại xã Mường Lói phía Nam huyện Điện Biên (phía Nam tỉnh Điện Biên). Bản Pu Lau phía Bắc xã Mường Lói nằm trên sống núi là đường phân thủy giữa Nậm Nứa chảy về Tây Bắc và thuộc hệ thống sông Mê Kông, với Nậm Ma chảy về Đông Bắc là đầu nguồn sông Mã, tên địa phương là suối Sẻ . Sông chảy sang địa bàn Điện Biên Đông, dọc đường tiếp nhận nước từ một số dòng suối ở Háng Lìa, Điện Biên Đông.
Đến Bó Sinh huyện Sông Mã thì sông Mã tiếp nhận dòng Nậm Khoai tức Nậm Hua chảy theo hướng Bắc - Nam từ huyện Tuần Giáo đến. Từ đó sông chảy uốn lượn, với hướng chính Tây Bắc - Đông Nam qua huyện Sông Mã của tỉnh Sơn La rồi qua lãnh thổ Lào ở Cửa khẩu Chiềng Khương. Ở Sơn La, sông Mã tiếp tục nhận nước từ một số suối từ địa bàn Thuận Châu, Mai Sơn, Sông Mã, Sốp Cộp.
Ở Lào, sông Mã chảy qua 2 huyện Xiengkhor và Sop Bao của tỉnh Huaphanh, nhận thêm nước từ dòng Nậm Ét ở Xiengkhor.
Sông trở lại Việt Nam ở cửa khẩu Tén Tằn huyện Mường Lát tỉnh Thanh Hóa. Từ đây, sông chảy qua Mường Lát, Quan Hóa, trong đó 1 đoạn nhỏ qua huyện Quan Hóa là ranh giới giữa 2 tỉnh Thanh Hóa và Hòa Bình. Đồng thời, tại Quan Hóa, sông nhận thêm nước từ sông Luồng và Nậm Niêm từ Quan Sơn chảy sang. Sông chảy qua các huyện phía bắc Thanh Hóa gồm Bá Thước, Cẩm Thủy, dọc theo ranh giới Vĩnh Lộc, Hoằng Hóa (tả ngạn - phía bắc) và Yên Định, Thiệu Hóa, thành phố Thanh Hóa, Quảng Xương, Sầm Sơn (hữu ngạn - phía nam) rồi đổ vào vịnh Bắc Bộ bằng 3 cửa: cửa chính ở Lạch Hới (cửa Hới) nằm giữa huyện Hoằng Hóa và thành phố Sầm Sơn; cửa thứ 2 tách ra từ phường Tào Xuyên, thành phố Thanh Hóa đổ ra Lạch Sung (cửa Sung, Lạch Trường) nằm giữa huyện Hậu Lộc và Hoằng Hoá; cửa thứ 3 tách ra từ chỗ giáp ranh giữa Yên Định và Hoằng Hóa thành sông Lèn chảy theo ranh giới Hà Trung, Nga Sơn với Hậu Lộc ra biển.
Sông Mã có các phụ lưu lớn gồm:
- Sông Chu, đổ vào sông Mã ở Thiệu Hóa.
- Sông Bưởi, đổ vào sông Mã ở nơi giáp ranh các xã Vĩnh Hòa, Ninh Khang (huyện Vĩnh Lộc) và Yên Thái (huyện Yên Định).
- Sông Cầu Chày
- Sông Luồng, Quan Hóa.
- Sông Lũng
- Sông Sơn Trà
- Nậm Sọi.

Hệ thống sông Mã có tổng chiều dài là 881 km, tổng diện tích lưu vực là 39.756 km², trong đó có 17.520 km² nằm trong lãnh thổ Việt Nam. Tổng lượng nước trung bình hàng năm của toàn bộ hệ thống sông là 19,52 tỉ m³.

## Lịch sử
Trong cuốn Đất nước Việt Nam qua các đời (1964), sử gia Đào Duy Anh cho rằng dòng chính của sông Mã bị thay đổi vào thời nhà Nguyễn. Theo nhận định này thì ngoài cửa Sung, sông Mã còn đổ ra biển bằng cửa chính là Lạch Trường với dòng chính là sông Tào Xuyên ngày nay (sử cũ gọi là dòng Ngu giang). Đầu đời Nguyễn, một trận lũ lớn đánh đắm một bè gỗ lim ở cửa vào sông Ngu, bè ấy bị phù sa lấp mà chẹn nghẽn đường sông, thì sông ấy mới dần dần bị hẹp lại. Sau khi dòng sông Ngu bị hẹp lại thì sông Mã trổ rộng ra ngách sông nhỏ trước kia ở giữa núi Hàm Rồng và núi Châu Phong, đổ ra cửa biển Lạch Hới như ngày nay.
Một đoạn sông Mã từ ngã ba Bông đến cửa sông Nhà Lê ở thành phố Thanh Hóa từ thế kỷ X đã được Vua Lê Đại Hành tổ chức khơi thông tạo tuyến kênh Nhà Lê là tuyến giao thông đường thủy nối từ kinh đô Hoa Lư tới biên giới Đèo Ngang thời Tiền Lê.

## Các cây cầu bắc qua sông Mã

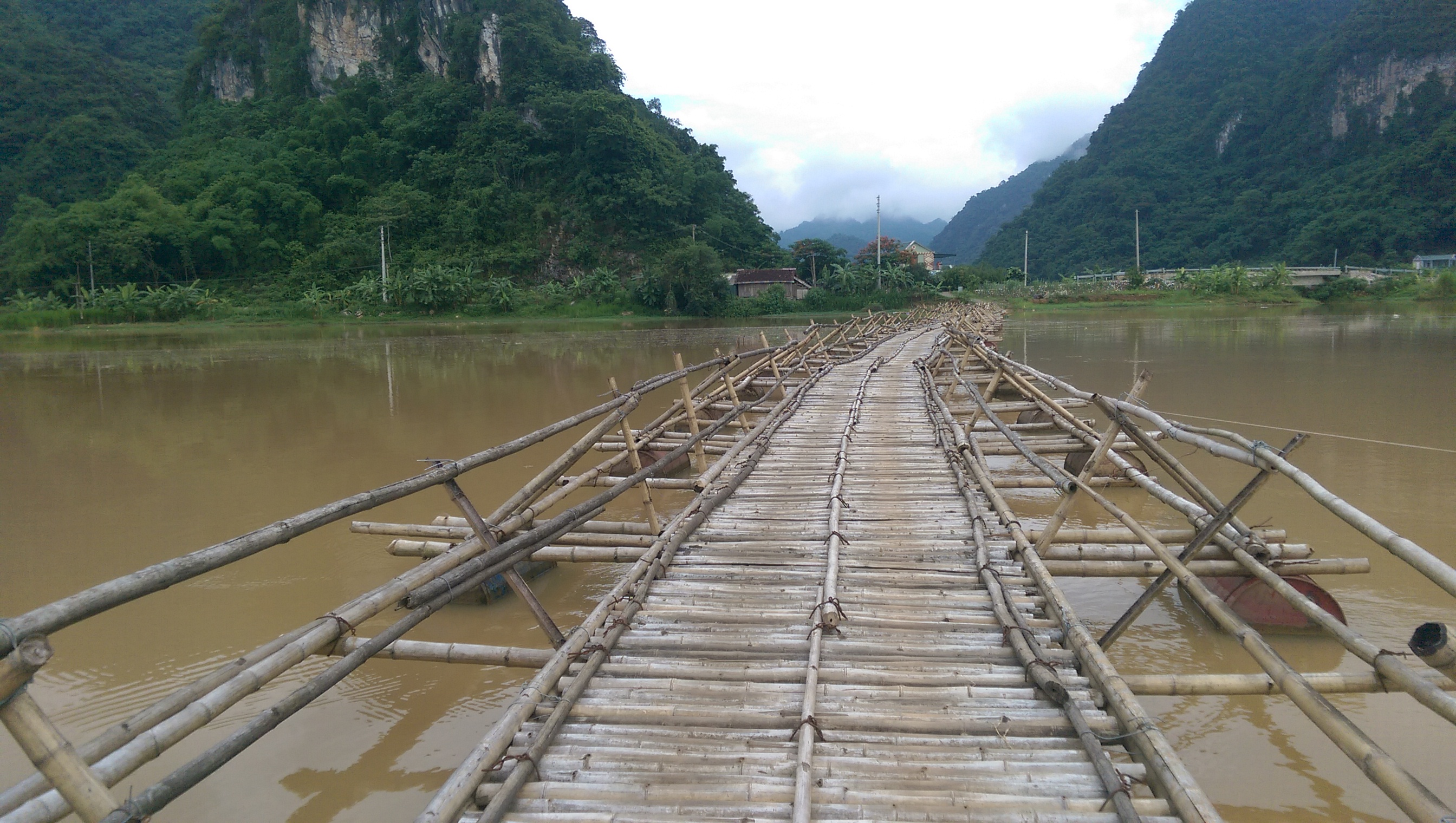
Cầu phao bắc qua sông Mã nối các xã Ái Thượng và Hạ Trung của huyện Bá Thước, Thanh Hóa

- Cầu nối xã Phì Nhừ với xã Mường Luân, huyện Điện Biên Đông, tỉnh Điện Biên, trên tỉnh lộ 130
- Cầu qua thị trấn Sông Mã, huyện Sông Mã, Sơn La, trục quốc lộ 4G
- Cầu qua thị trấn Sông Mã, huyện Sông Mã, Sơn La
- Cầu treo Mường Hung, nối xã Mường Hung với quốc lộ 4G qua xã Chiềng Cang, huyện Sông Mã, Sơn La
- Cầu trên xã Chiềng Khương, huyện Sông Mã, Sơn La
- Cầu Chiềng Nưa, nối xã Mường Lý và xã Trung Lý, Thanh Hóa
- Cầu Thủy điện Trung Sơn, xã Trung Sơn, Thanh Hóa
- Cầu treo Bản Chiềng, xã Trung Thành, Thanh Hóa
- Cầu Hồi Xuân, xã Hồi Xuân, tỉnh Thanh Hóa
- Cầu Na Sài, xã Hồi Xuân, tỉnh Thanh Hóa
- Cầu La Hán, xã Bá Thước, tỉnh Thanh Hóa
- Cầu trên Thủy điện Bá Thước 2
- Cầu Cẩm Lương, nối xã Cẩm Tú và xã Cẩm Thạch, tỉnh Thanh Hóa
- Cầu Cẩm Thủy, xã Cẩm Thủy, tỉnh Thanh Hóa
- Cầu Cẩm Vân, nối xã Cẩm Tân và xã Cẩm Vân, tỉnh Thanh Hóa
- Cầu Kiểu, nối xã Vĩnh Lộc và xã Yên Trường, tỉnh Thanh Hóa
- Cầu Yên Hoành, nối xã Biện Thượng và xã Định Tân, tỉnh Thanh Hóa
- Cầu Vĩnh An thuộc đường cao tốc Mai Sơn – Quốc lộ 45, tỉnh Thanh Hóa
- Cầu Hàm Rồng, nối phường Nguyệt Viên và phường Hàm Rồng, tỉnh Thanh Hóa
- Cầu Hoàng Long, nối phường Nguyệt Viên và phường Hàm Rồng, tỉnh Thanh Hóa
- Cầu Nguyệt Viên, nối phường Nguyệt Viên và phường Hạc Thành, tỉnh Thanh Hóa.

## Thủy điện
Tiềm năng thủy điện lý thuyết của hệ thống sông Mã là 12 tỷ kW, tiềm năng có thể khai thác là 4.732 triệu kW và tiềm năng kinh tế là 2,43 tỷ kW. Cùng với nhiệm vụ phát điện, hệ thống này còn có nhiệm vụ thủy lợi: cấp nước cho nông nghiệp, chống lũ hạ du.
Sông Mã có độ dốc nhỏ, các công trình thủy điện chủ yếu tập trung vào phụ lưu của nó là sông Chu.
Tại Thanh Hóa có 14 dự án thủy điện nằm trong quy hoạch công bố 07/2015 :
1. Quy hoạch thủy điện vừa và lớn có 9 dự án là Trung Sơn (260 MW), Thành Sơn (30 MW), Hồi Xuân (102 MW), Bá Thước 1 (60 MW), Bá Thước 2 (80 MW), Cẩm Thủy 1 (28,6 MW), Cẩm Thủy 2 (32 MW), Cửa Đạt (97 MW) và Xuân Minh (15 MW).
2. Quy hoạch thủy điện nhỏ có 5 dự án là Trí Năng (3,6 MW), Dốc Cáy (15 MW), Sông Âm (13 MW), Bái Thượng (6 MW) và Tam Lư (7 MW).

Trước đó năm 2011 có 5 dự án đã được dự tính thu hồi , song năm 2015 một số dự án được khởi động lại.

### Trên dòng chính
- Thủy điện Sông Mã 3 có công suất 29,5 MW, tại xã Phì Nhừ, huyện Điện Biên Đông, tỉnh Điện Biên, khởi công 26/3/2016 dự kiến hoàn thành 2018 [9][10].
- Thủy điện Mường Hung có công suất 24 MW, tại xã Mường Hung, Chiềng Khoong, Chiềng Cang huyện Sông Mã, tỉnh Sơn La dự kiến khởi công Quý I năm 2017 phát điện vào tháng 2/2019.
- Thủy điện Trung Sơn có công suất lắp đặt 260 MW, trên dòng chính sông Mã, ở xã Trung Sơn, tỉnh Thanh Hóa, khởi công năm 2012, hoàn thành năm 2017 [11].
- Thủy điện Thành Sơn có công suất 30 MW, tại xã Trung Thành, tỉnh Thanh Hóa, thời gian xây dựng 2015 - 2018 [12].
- Thủy điện Hồi Xuân có công suất 102 MW, ở các xã Hồi Xuân và Phú Xuân, tỉnh Thanh Hóa, khởi công 2010, dự kiến hoàn thành 2015 [13].
- Thủy điện Bá Thước 1 có công suất 60 MW, tại xã Thiết Ống, tỉnh Thanh Hóa, khởi công 11/2013, hoàn thành 12/2016 [14].
- Thủy điện Bá Thước 2 có công suất 80 MW, tại xã Điền Lư, tỉnh Thanh Hóa, khởi công 09/2009, hoàn thành 2013 [15].
- Thủy điện Cẩm Thủy 1 có công suất 28,6 MW trên dòng chính sông Mã, bờ phải tại phố Vạc xã Cẩm Thạch, bờ trái tại thôn Kim Mẫn (Kim Mỗm) xã Cẩm Tú, tỉnh Thanh Hóa, khởi công 10/2013, dự kiến hoàn thành 12/2016 [16][17].
- Thủy điện Cẩm Thủy 2 công suất 32 MW, tại xã Cẩm Thủy và Cẩm Vân, tỉnh Thanh Hóa [17].

### Trên các phụ lưu
- Thủy điện Cửa Đạt có công suất 97 MW, trên sông Chu, tại làng Cửa Đặt, xã Xuân Mỹ, huyện Thường Xuân (cũ), tỉnh Thanh Hóa, hoàn thành 2010 [18].
- Thủy điện Xuân Minh có công suất 15 MW, trên sông Chu, tại làng Xuân Minh, xã Thường Xuân, tỉnh Thanh Hóa, tái khởi động 2016 [19].
- Thủy điện Dốc Cáy có công suất 15 MW, tại xã Lương Sơn, tỉnh Thanh Hóa, hoàn thành 2013 [20]. Thủy điện Dốc Cáy lấy nước từ hồ Cửa Đạt đoạn thuộc dòng sông Khao và xả về sông Âm [21][22].
- Thủy điện Sông Âm công suất 13 MW, trên sông Âm tại xã Văn Phú, tỉnh Thanh Hóa, khởi công 2010 [23].

## Hình ảnh

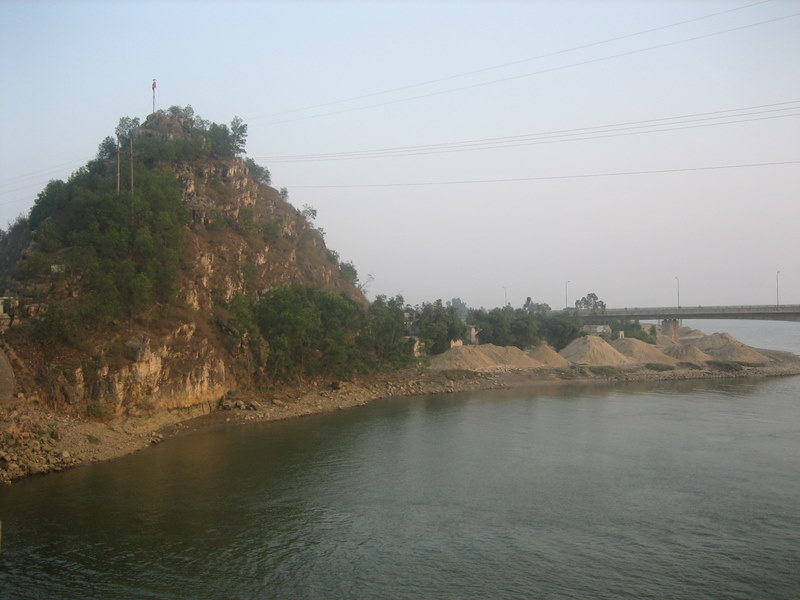
Sông Mã khi chảy qua cầu Hàm Rồng.